# Anelida e Arcite
Anelida e Arcite (Anelida and Arcite) è un poema di Geoffrey Chaucer, composto di 357 versi.
Narra la storia di Anelida, regina di Armenia, e il corteggiamento del falso Arcite, da Tebe.
Benché breve, è un poema molto complesso, con un'invocazione e successivamente la storia principale. La trama è a sua volta strutturata in un'introduzione e un lamento di Anelida, composta da un proemio, una strofa, un'antistrofa e una conclusione. Dopo il lamento ci sono alcuni versi che continuano la storia, ma sembrano essere stati aggiunti da uno scrivano postumo.
Come molti dei lavori di Chaucer, il poema s'interrompe improvvisamente. La data di composizione non è conosciuta: sembrerebbe che Chaucer l'abbia scritta dopo il 1370.

Il poema non è mai menzionato da Chaucer, ma gli studiosi non mettono in dubbio la sua origine.